# テキサスクリスチャン大学
テキサス・クリスチャン大学（英語: Texas Christian University）はアメリカ、テキサス州フォートワース市にある私立総合大学である。略称はTCU。
学生数は約8700人(大学：7100人 大学院：1600人)と中規模な大学でありながら評価は高く、『U.S. News & World Report』誌のランキングでは毎年総合大学約3500大学中トップ100位前後(76位-2015年)にランクされる。また、生徒：教授の比率が15：1と非常に効率の良い教育が行われている。
入学時点では76％が白人、7％がヒスパニック、5％が黒人、2.5％がアジア人、そして9.5％がその他・不明となっている。
卒業生のおよそ57％が女性で43％が男性である。

## 沿革
- 1873年、TCUはAddison ClarkとRandolph Clarkの二人の牧師によってThorp Spring, TexasにAddRan Male and Female Collegeとして設立される。
- 1895年、Waco市に移転。
- 1889年、大学名をAddRan Christian Universityに、1902年にはTexas Christian Universityに変更。
- 1910年、Wacoキャンパスが火災によって焼け落ちたことにより、キャンパスをダウンタウン フォートワースに移転。

## スポーツ
TCUの運動部であるホーンド・フロッグスはビッグ12カンファレンスとしてNCAAディヴィジョンIに所属している。1923年から1996年の長きにわたり、現存しないサウスウェスト・カンファレンス(SWC)であった。1996年から2001年の5年間ウェスタン・アスレチック・カンファレンス(WAC)に属し、2001年から2005年、カンファレンスUSA(C-USA)に属していた。2005年から2011年の7年間、ウェスタン・アスレチック・カンファレンス(WAC)以外から加入した唯一の大学としてマウンテン・ウェスト・カンファレンス(MWC)に属し、2012年にビッグ12に加入した。
男子は野球、バスケットボール、フットボール、ゴルフ、水泳およびダイビング、陸上、クロスカントリー、テニスの8競技、女子はバスケットボール、バレーボール、ゴルフ、水泳およびダイビング、クロスカントリー、陸上、サッカー、ライフル、乗馬、テニスの10競技の運動部が存在する。
2008年8月に1,300万ドルをかけたエイブ・マーティン・アカデミック・エンハンスメント・センターが完成するなど、近年スポーツ施設の大幅な充実化を図っている。2012年9月、約1億6千万ドルをかけたエイモン・G・カーター・フットボール・スタジアムの全体的な再建が終了した。2014年のバスケットボールのシーズン開幕に合わせ、客席、売店、事務所、ロッカールームの拡大、客席からの視界や迎賓施設の向上を含む5,500万ドルをかけたダニエル・マイヤー・コロシアムが再建が終了することとなった。

### フットボール
1935年および1938年の2回、全米優勝している。サミー・ボウ、デイヴィ・オブライアン、ジム・スウィンク、ボブ・リリー、ラダニアン・トムリンソン、アンディ・ダルトンなど多くの著名な選手が所属していた。
エイモン・G・カーター・フットボール・スタジアムを拠点としている。2000年12月からゲイリー・パターソンが監督として、2009年および2014年の2回、AP通信による年間監督賞に選ばれ、178勝74敗(.706)を記録し、ボウル・ゲームに17回出場して11回勝利した。パターソン監督のもと、2000年、2002年、2008年、2009年、2010年の5回、ディフェンスがランク1位となり、1937年にNCAAが記録し始めてからアラバマ大学の7回に続き2番目に多い。
2011年のローズボウルでウィスコンシン大学マディソン校に21対19で勝利し、2010年度は13勝0敗で全米2位にランクした。ボウル・チャンピオンシップ・シリーズ創立以来、自動的に出場枠を得ることができないカンファレンスから出場した最初の大学となった。2010年、コングローヴ・コンピューター・ランキングでトップとなった。2018年、チーズイット・ボウルでカリフォルニア大学バークレー校に延長戦で10対7で勝利した。

### ライバル関係
フットボールにおいて、最も古いライバル校はTCUがビッグ12カンファレンスに加入した時のテキサス州ウェイコにあるベイラー大学で全米に知られるようになった。両校とも教会系で、主要なNCAAディヴィジョンIフットボール・ボウル・サブディヴィジョンのライバル関係である。全米でも最古のライバル関係の1つであり、1899年以降54勝52敗7分けでTCUが勝ち越している。2010年に定期的な試合が再開されてから7勝4敗でTCUが勝ち越している。2012年に両校ともビッグ12に加入し、6勝3敗でTCUが勝ち越している。
またTCUが位置するフォートワースと姉妹都市でありライバル都市でもあるダラスにある南メソジスト大学(SMU)とも歴史的にライバル関係となっている。1946年の両校の試合前の祭事において、TCUのチーム名であるホーンド・フロッグにかけてSMUのファンがジョークでカエルの足を揚げた。あるTCUのファンがこれをホーンド・フロッグへの冒涜として、SMUファンにこうしてカエルの足を食べることは非常識であり、スキレットとカエルの足をどちらが獲得するか試合結果で判断すべきだと語った。SMUが試合に勝ち、この年、スキレットとカエルの足はSMUに渡った。以来、両校の間で毎年スキレット対決が行なわれている。この伝統は本試合に波及し、勝利校にトロフィとしてスキレットが渡されるようになった。47勝40敗7分けでTCUが勝ち越している。
他の複数のライバル校は1996年に終了したサウスウェスト・カンファレンスに属していた。1996年以降、カンファレンスを外れたことからこれらの大学とは時々試合が行なわれる程度となったが、2012年にTCUがビッグ12に加入してからこれらのライバル関係は新しくなった。約20年でウェスタン・アスレチック・カンファレンス、カンファレンスUSA、マウンテン・ウェスト・カンファレンス、ビッグ・イースト・カンファレンスなど全米の様々なカンファレンスに属した後、TCUはベイラー大学や南メソジスト大学の他、テキサス工科大学や長年のライバル校であるテキサス大学オースティン校などとも定期的に試合を行なっている。
さらに2012年に同時期にビッグ12カンファレンスに加入したウェストバージニア大学とは接戦で劇的な試合終了間際の決着となることから新たなライバル関係を発展させている。2000年代、自動的に出場枠を得ることができないカンファレンスから出場する「BCSバスターズ」の著名な同士であるボイシ州立大学はマウンテン・ウェスト・カンファレンスで1年間共に活動したことがあり、断続的ではあるが主要なライバルである。TCUとボイシ州立大学はBCSシステムの終了前に最も実効的なBCSバスターズとして競っていた。2011年、マウンテン・ウェスト・カンファレンスの一員として、TCUは両校のカンファレンス内唯一の試合において、試合時間の残りがない時点でボイシ州立大学がフィールドゴールをミスしたことでTCUが勝利した。ボイシ州立大学がマウンテン・ウェスト・カンファレンスに残り、TCUが5大カンファレンスの1つであるビッグ12に加入したことから両校の試合はめったに行なわれなくなった。
野球においては同じNCAAディヴィジョンIで近隣のテキサス大学アーリントン校とライバル関係にある。

## 出身者

### 俳優・役者
- クリス・クライン - 映画俳優
- ベティ・バックリー（Betty Lynn Buckley） - 舞台女優(ブロードウェイ)

### その他アーティスト
- ドン・ギリス - 作曲家、指揮者
- ハリソン・ウィリアムズ - 小説家。1963年に短篇小説で作家デビュー、1965年に処女長篇The Theologianを発表。

### ジャーナリスト
- ボブ・シーファー - ジャーナリスト

### スポーツ選手
- ジェイク・アリエータ - メジャーリーグ選手、プロ野球選手。
- スコット・アッチソン - メジャーリーグ選手、プロ野球選手。
- マット・カーペンター - メジャーリーグ選手、プロ野球選手。
- ブランドン・フィネガン - メジャーリーグ選手、プロ野球選手。
- ブライアン・ホラデイ - メジャーリーグ選手、プロ野球選手。
- チャッド・ハフマン - メジャーリーグ選手、プロ野球選手。
- サミー・ボー (Sammy Baugh)  - 元NFL選手。1940年代のNFLを代表するスーパースター。ワシントン・レッドスキンズのQBとしてリーグチャンピオンシップ進出5回、NFL制覇2回とレッドスキンズの黄金期を築いた。彼の着けていた背番号『33』は、レッドスキンズ唯一の永久欠番となっている。
- ラダニアン・トムリンソン - NFL選手（RB）。
- ナイル・マーリー - バスケットボール選手、青森ワッツ所属の選手。
- デズモンド・ベイン - バスケットボール選手、NBA メンフィス・グリズリーズ所属の選手。

### その他
- アンドリュー・T・椿 - 演劇学者、カンザス大学名誉教授。
- 山森鉄直 - 牧師、神学者。